# 长柄樟
长柄樟（学名：[Cinnamomum longipetiolatum] 错误：{{Lang}}：文本有斜体标记（帮助））为樟科樟属的植物，是中国的特有植物。分布于中国大陆的云南等地，生长于海拔1,750米至2,100米的地区，见于阳坡。